# Budowa litery

Pionowa oś cieniowania.

Znak pisma, niezależnie od kroju, posiada stałe, określone elementy budowy, które noszą swoje zwyczajowe nazwy. Każda litera składa się z kresek, które mogą być proste lub wygięte. Proste kreski mogą być pionowe, poziome lub ukośne, a wygięte – otwarte lub zamknięte.

## Laski
Pionowa kreska to laska bądź belka, np. litera m ma trzy laski. Laska, która wychodzi poza linię środkową to wydłużenie górne. Występuje ono w takich literach jak b, d, f, h, k, l. Analogicznie, laska wychodząca poza podstawową linię pisma to wydłużenie dolne (g, j, p, q, y). Laska równa wysokości x to w polskiej terminologii trzon. Z kolei wygięta kreska w S nosi nazwę grzbietu. Wygięta kreska tworząca zamknięte światło wewnątrz litery nazywana jest łukiem, np. B ma dwa łuki). Kreska wygięta, ale tworząca światło otwarte to wygięcie górne. Wstęga to wyciągnięta kreska, w kaligrafii kończąca akt zapisu litery. Krótka pozioma kreska jak w H lub A to poprzeczka. Noga to ukośna
lub pozioma kreska w majuskułowych literach R, K, czy L.

## Szeryfy
W foncie szeryfowym kreski są zakończone szeryfami. Szeryfy dzieli się na:
- belkowe – o szerokości zbliżonej do belki znaku,
- klinowe – w kształcie trójkątów,
- kreskowe – bardzo cienkie, kontrastujące z belką pisma,
- skryte – poszerzone zakończenia kresek .

Piętka to nazwa dla dolnego zakończenia litery minuskułowej, np. a. Dziobem nazywa się zakończenie ścięte, takie jak w wydłużeniu górnym f w niektórych krojach. Uszko to krótkie zakończenie na szczycie liter g i r, a także na dole majuskułowego G.

## Światło litery

Oko zamknięte liter a i b

Światło wewnątrz kresek znaku pisma nazywa się okiem bądź puncą. Oko może być zamknięte (a, b, e, g, o, p, q, A, B, D, O, P, Q, R) lub otwarte (a, c, e, f, h, m, n, r, s, t, u), chociaż niektórzy odnoszą ten termin jedynie do całkowicie zamkniętego światła znaku. 
Krok to z kolei nazwa na kąt ostry pomiędzy kreskami w takich literach jak A, V czy W.